# Musia Dajches

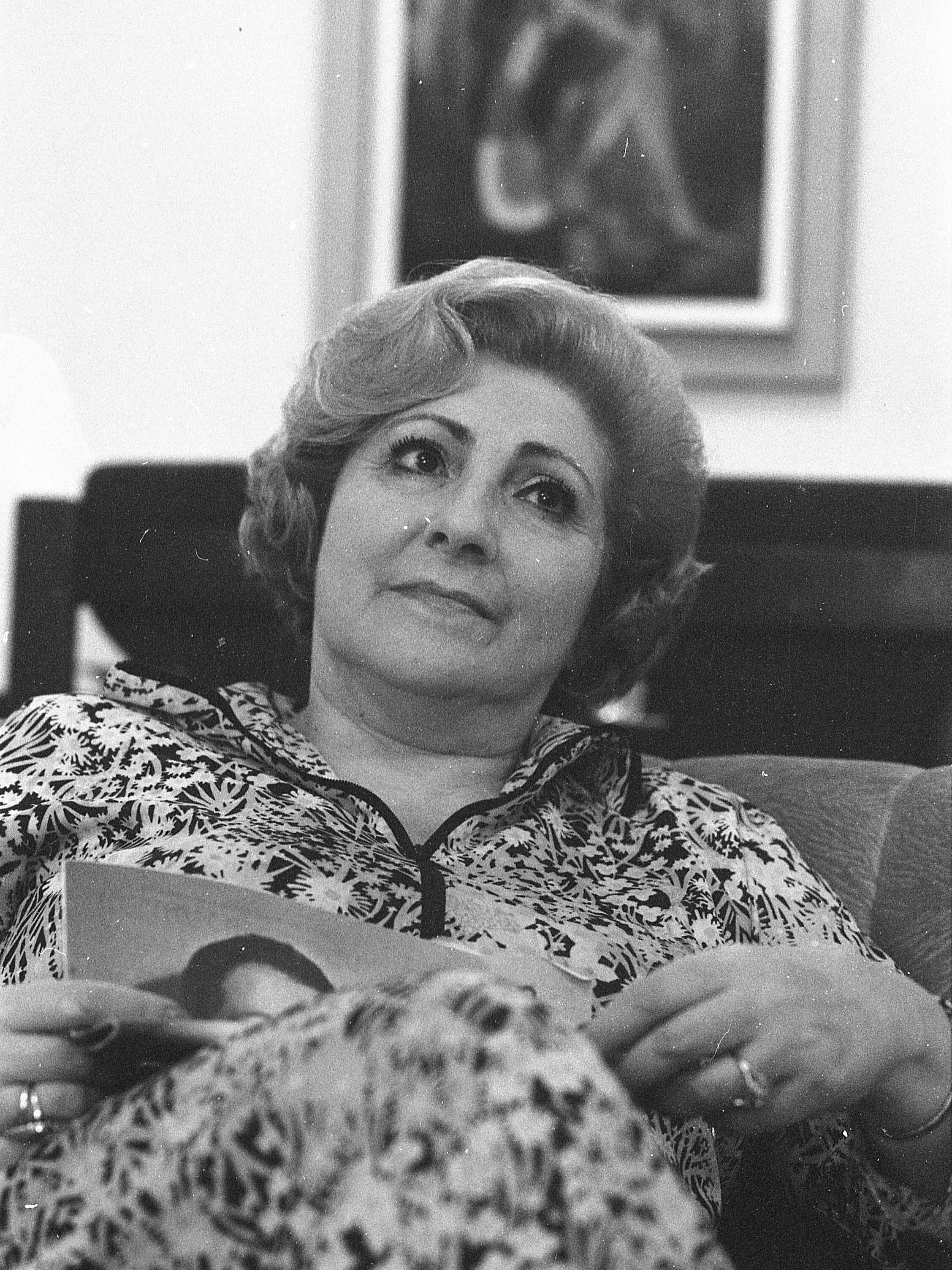
Musia Dajches zdjęcie wykonane w 1980

Miriam "Musia" Dajches (ur. 22 lutego 1921 w Wilnie, zm. 27 lipca 1980 w Tel-Awiwie) – żydowska tancerka, aktorka i poetka

## Życiorys
Zaczęła występować w wieku pięciu lata jako solistka, tworząc własne spektakle. W wieku lat siedmiu wyjechała do Paryża, gdzie pobierała lekcje tańca u Olgi Prieobrażenskiej. W 1929 roku wraz z matką podróżowała po Europie, występując m.in. w Paryżu, Londynie i Berlinie, natomiast w 1932 roku odwiedziła dzisiejszy Izrael. Tańczyła na pokazach w Tel-Awiwie, a akompaniował jej kompozytor i pianista Nahum Vardi. Po powrocie do Polski nadal występowała. W okresie międzywojennym grała również w filmach. Zagrała główną rolę dziecięcą w filmie „Przeznaczenie” (1928, reż. Janusz Star), była także wymieniana w obsadzie obrazów: „Czerwony błazen” (1926, reż. Henryk Szaro) oraz polsko-francuskiego „Calvaire d'Enfants”.
W wieku 14 lat zakończyła karierę taneczną i rozpoczęła naukę w szkole średniej. Wybuch II wojny światowej zastał ją w Wilnie. Tam, przed 1941 rokiem wyszła za mąż, a następnie wraz z rodziną trafiła do wileńskiego getta. Stamtąd, jako jedyna ocalała z rodziny trafiła najpierw do obozu koncentracyjnego Kaiserwald k. Rygi, a następnie do obozu pracy AEG-Kabelwerk Oberspree w berlińskim Köpenick. Następnie przewieziono ją do Torunia, gdzie doczekała wyzwolenia przez Armię Czerwoną. Podczas pobytu w obozach doznała urazów nóg, które wykluczyły dalszą karierę taneczną (Niemcy wiedzieli, że jest tancerką).

Według innej wersji jej wojennych losów, podawanej przez portal FilmPolski.pl, Musia Dajches była wieźniarką obozu koncentracyjnego Auschwitz-Birkenau oraz ofiarą eksperymentów medycznych dra Josefa Mengele.
Po zakończeniu wojny ponownie wyszła za mąż, a następnie wraz z mężem uciekła do Monachium, gdzie urodziła bliźnięta. Potem rodzina wyemigrowała do Stanów Zjednoczonych, gdzie w New Jersey jej mąż Arnold prowadził farmę drobiu. Po 1960 roku kilkukrotnie odwiedziła Izrael, a w 1970 roku przeniosła się tam na stałe. Zamieszkała w Tel-Awiwie, gdzie tworzyła wiersze w języku jidisz - były one tłumaczone na język hebrajski przez Szoszanę Raczynską i wydane jako zbiór po śmierci poetki.